# Kendall Coyne
Kendall Coyne (n. 25 mai 1992, Oak Lawn⁠(d), Cook County, Illinois, SUA) este o sportivă ce a reprezentat Statele Unite ale Americii, medaliată olimpică. A participat la 3 ediții ale Jocurilor Olimpice (2014, 2018, 2022) în care a câștigat o medalie de aur și două medalii de argint.